# Jef Raskin
Jef Raskin (9. března 1943, New York, USA – 26. února 2005, Pacifica, Kalifornie, USA) byl americký inženýr a softwarový vývojář, nejznámější pro svůj podíl na projektu Apple Macintosh koncem 70. let 20. století.
Raskin vystudoval matematiku a filosofii na Newyorské státní univerzitě. Svůj první program vytvořil jako součást diplomové práce. Se Stevem Wozniakem a Stevem Jobsem se seznámil po uvedení počítače Apple II. Jobs najal Raskinovu společnost pro sestavení manuálu pro Apple II BASIC a zakrátko na to, v lednu 1978 se Raskin stal 31. zaměstnancem Apple Computer. Zpočátku se podílel hlavně na dokumentaci a testování. V roce 1979 stál při zrodu projektu Macintosh, pro který byl též přijat do zaměstnání Bill Atkinson, další z vývojářů Macintosh. Raskin opustil Apple v roce 1982.
Později se věnoval převážně publicistice a hudbě. Zemřel na rakovinu ve věku 61 let.